# لوران رودريغيز
لوران رودريغيز (بالفرنسية: Laurent Rodriguez)‏ هو لاعب اتحاد الرغبي فرنسي، ولد في 25 يونيو 1960 في بواتييه في فرنسا.

## وصلات خارجية
- لوران رودريغيز عل موقع إسبنسكروم (الإنجليزية)
- لوران رودريغيز على موقع ItsRugby.co.uk (الإنجليزية)